# Christiane Jean
Christiane Jean, talvolta indicata come Christine Jean (Algeri, 18 maggio 1959), è un'attrice e doppiatrice francese che ha recitato anche per la televisione italiana. Svolge anche attività di scenografa e nel 2003 ha pubblicato un libro di cucina intitolato Hot Cuisine, 100 recettes aphrodisiaques, che tratta di cucina afrodisiaca.

## Biografia
È conosciuta per aver preso parte nel 1988 alla miniserie televisiva diretta da Sandro Bolchi La coscienza di Zeno, al fianco di Johnny Dorelli, Eleonora Brigliadori e Ottavia Piccolo.
Si è avvicinata al mondo dello spettacolo attraverso la danza, presto abbandonata per la recitazione.
Il suo nome è associato in particolare a quello di Claire, una delle tre giovani protagoniste della serie televisiva Les filles d'à côté (Le ragazze della porta accanto), trasmessa da TF1.
Come interprete di teatro ha partecipato al festival di Avignone interpretando  La Femme de cristal.
Negli anni duemila si è dedicata quasi esclusivamente al doppiaggio, in particolare nella distribuzione per i mercati francofoni del serial televisivo Law & Order - I due volti della giustizia.

## Filmografia parziale
- I miserabili (Les Misérables), regia di Robert Hossein (1982)
- Un uomo in trappola, regia di Vittorio De Sisti, miniserie televisiva (1985)
- Amour braque - Amore balordo, regia di Andrzej Żuławski (1985)
- I violentatori della notte, regia di Jess Franco (1988)
- La coscienza di Zeno, regia di Sandro Bolchi (1988)
- Mano rubata, regia di Alberto Lattuada (1989)
- Le ragazze della porta accanto (Les Filles d'à côté) – serie TV, 137 episodi (1993-1995)